# Aulfingen

Aulfingen, Kirche Sankt Nikolaus

Aulfingen ist ein Ortsteil der Stadt Geisingen im Südwesten des Landkreises Tuttlingen in Baden-Württemberg.

## Geographie

### Geographische Lage
Aulfingen liegt im Aitrachtal und an der Wutachtalbahn mit Ringzughalt.

### Ausdehnung des Gebiets
Die Gesamtfläche der Gemarkung Aulfingen beträgt 1.204 Hektar (Stand: 31. Juli 2011).

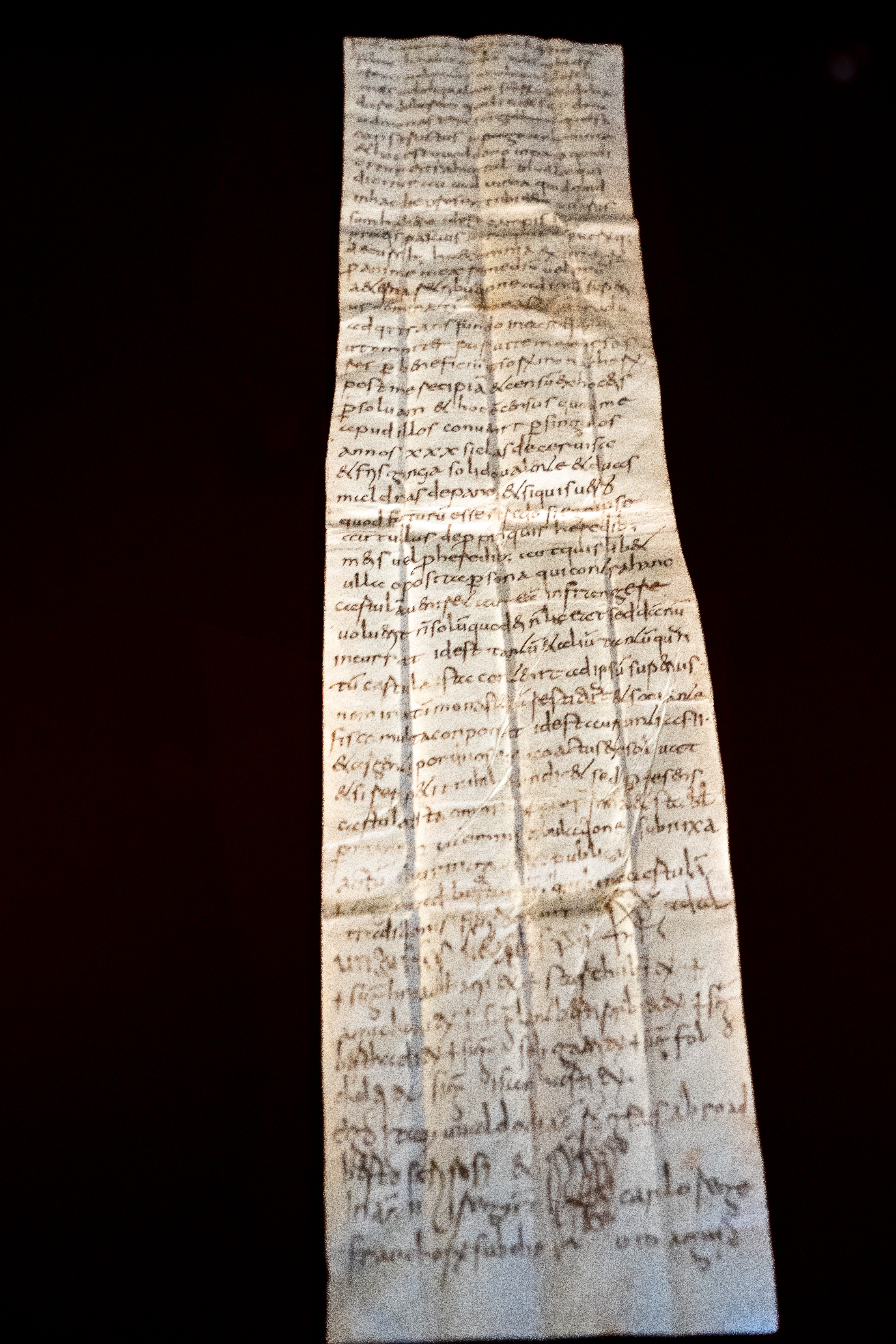
Graf Ruadbert überträgt dem Kloster St Gallen für sein Seelenheil seinen Besitz in Aulfingen mit allem Zubehör, 9. August 773 (?), Stiftsarchiv St. Gallen

## Geschichte
Im Jahre 773 wurde Aulfingen erstmals als Auwolvica urkundlich erwähnt. Gräberfunde lassen jedoch daraus schließen, dass eine Besiedlung bereits weitaus früher bestand. Ebenso wurden auf Aulfinger Gemarkung Reste eines römischen Gutshofes gefunden. Die Aulfinger Kirche St. Nikolaus ist 1437 erstmals als Kapelle bezeugt. Sie wurde 1488 und 1749 umgebaut und im Jahre 1912 im neubarocken Stil gestaltet. 
Im Jahr 1776 kam die Herrschaft Aulfingen an das Fürstenhaus Fürstenberg, welches noch heute einen großen Teil der Gemarkung besitzt.
Am 1. Januar 1973 wechselte Aulfingen vom durch die Kreisreform aufgelösten Landkreis Donaueschingen zum Landkreis Tuttlingen. Seit dem 1. Januar 1974 ist Aulfingen ein Stadtteil von Geisingen.

### Einwohnerentwicklung
Zählte der Ort am 6. Juni 1961 noch 492 Einwohner sind es derzeit 569 (Stand: 31. Dezember 2015) und bildet somit den kleinsten Stadtteil.

## Politik

### Ortsvorsteher
Der Ortsvorsteher heißt Fabian Setz.

### Wappen
|  | Blasonierung: „In Blau eine goldene Adlerklaue, besteckt mit zwei oben verbundenen goldenen Lilienstäben.“ |
|  | |

## Kultur und Sehenswürdigkeiten

### Freizeit
- Der Musikverein Aulfingen spielt in der Oberstufe und hat zurzeit etwa 50 aktive und ca. 100 passive Mitglieder. Er ist unter der Leitung des Dirigenten des Hans-Jürgen Kellers aus Neudingen und des 1. Vorstandes Dietmar Burgert.
- Die SG Aulfingen spielt mit Leipferdingen zusammen in der Kreisliga B Schwarzwald 2.
- Der Narrenverein hat zwei Charaktere: das „Zundermännle“ und seine Frau, das „Hauwieble“. Ihr Narrenruf heißt „Zunder - Narro“.

## Persönlichkeiten
- Nikolaus Gihr (1839–1924), katholischer Theologe und Priester
- Annacrescenz Wehinger (1910–1944), Steyler Missionsschwester und Märtyrin